# Cordia decandra
Cordia decandra là loài thực vật có hoa trong họ Mồ hôi. Loài này được Hook. & Arn. mô tả khoa học đầu tiên năm 1830.